# OTI 1991

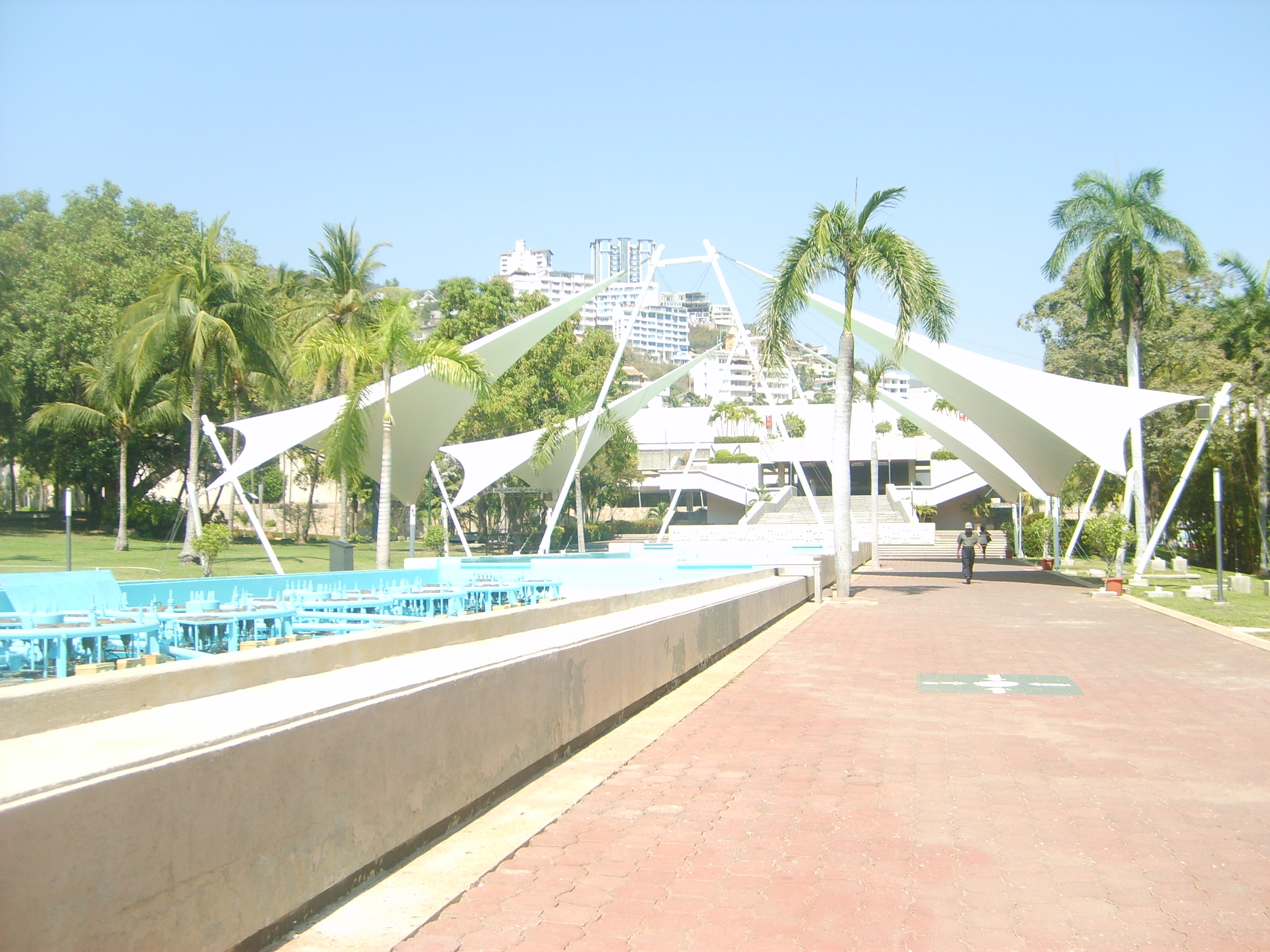

Il ventesimo Festival della canzone iberoamericana si tenne a Acapulco, in Messico il 13 e il 14 dicembre 1991 e fu vinto da Claudia Brant che rappresentava l'Argentina.

## Classifica
| Paese                                             | Artista                             | Canzone                   | Posizione |
| Argentina                                         | Claudia Brant                       | A donde estás ahora       | 1         |
| Colombia                                          | Juan Carlos Coronel                 | Consejo                   | 2         |
| Messico                                           | Rodolfo Muñiz                       | Barrio viejo              | 3         |
| Spagna                                            | Joel                                | Besame                    | F         |
| Portogallo                                        | Dulce Pontes                        | Sul da America            | F         |
| Porto Rico                                        | José Juan Tañon                     | Nuestra voz               | F         |
| Cile                                              | Claudio Escobar                     | Haciendo musica           | F         |
| Venezuela                                         | Jesús Alfredo Ruíz                  | Podría suceder            | F         |
| Cuba                                              | Delia Diaz de Villegas              | Si todos saben de ti      | F         |
| Costa Rica                                        | Angelus                             | Todo para ti              | F         |
| Bolivia                                           | Solo canto                          | No eres ya tu             |           |
| Paraguay                                          | Adrian Barreto                      | Hoy ha vuelto el amor     |           |
| El Salvador                                       | Rosa María Aguilar                  | Esta noche no             |           |
| Perù                                              | Eva Ayllón e Fahed Mitre            | Enamorada de estar aqui   |           |
| Uruguay                                           | Daniel Montero                      | Salvaje                   |           |
| Rep. Dominicana                                   | Jacqueline Estevez                  | Cuando el amor se va      |           |
| Antille Olandesi                                  | Trio Huazteca                       | Mi buena amiga            |           |
| Panama                                            | Juan Carlos Rodríguez e Lolo        | Oceano y Gaviota          |           |
| Nicaragua                                         | Marta Baltodano                     | América en mis entrañas   |           |
| Canada                                            | Alberto Oliveira                    | Si tu te vas              |           |
| Honduras                                          | Max Jovel Argueta e Mauricio Medina | Sembrando cantos          |           |
| Guatemala                                         | Sergio Iván                         | Yo quiero, yo puedo       |           |
| Stati Uniti                                       | Elsa Ozuna                          | Que poca fe               |           |
| Ecuador                                           | Juan Carlos Córdova                 | Para escribir una canción |           |
| Luogo: Centro de Convenciones - Acapulco, Messico |                                     |                           |           |